# Tajwania kryptomeriopodobna
Tajwania kryptomeriopodobna (Taiwania cryptomerioides) – gatunek wiecznie zielonego drzewa z rodziny cyprysowatych reprezentujący monotypowy rodzaj tajwania (Taiwania Hayata, 1906). Rośnie w chińskich prowincjach: Kuejczou, Hubei, Syczuan, w Tybecie, na Tajwanie oraz w północnej Mjanmie. W 2001 izolowane stanowisko tego gatunku odkryte zostało w północnym Wietnamie w górach Hoàng Liên. Największe stanowisko liczące ok. 10 tys. drzew odkryto w niedostępnym obszarze na Tajwanie w 2002. 
Gatunek występuje w rozproszeniu w lasach liściastych, mieszanych i iglastych, rzadziej tworząc czyste drzewostany. Zasiedla lasy w dolinach górskich na wysokościach od 500 do 2800 m n.p.m. Zasoby gatunku ulegają zmniejszeniu ze względu na wycinkę. Drewno tego gatunku jest cenione – łatwe do obróbki i bardzo trwałe. Wykorzystywane jest w budownictwie, stolarstwie, ciesielstwie okrętowym, do wyrobu papieru i trumien. Drzewa osiągają wiek do 2 tys. lat.

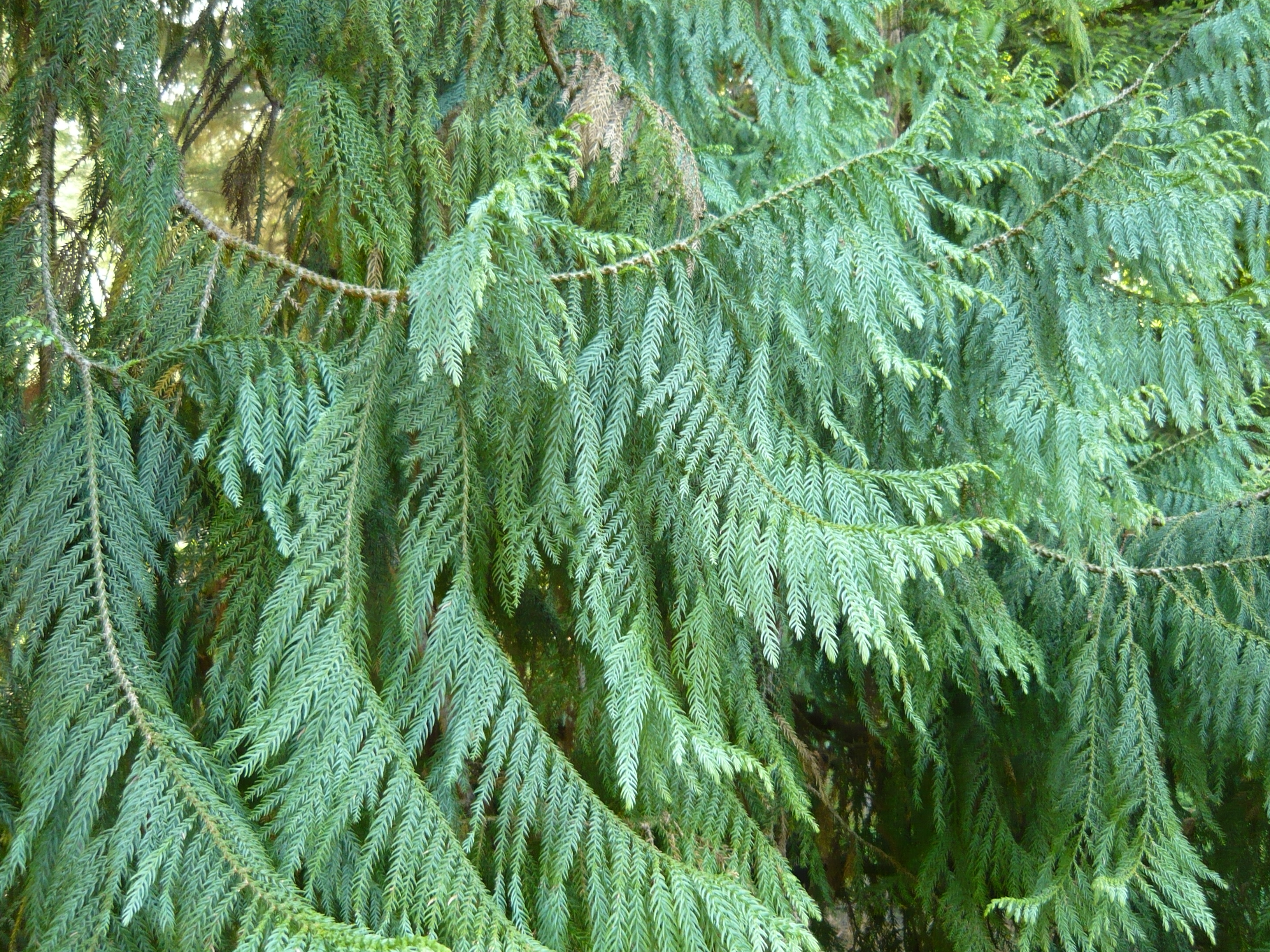
Ulistnione pędy boczne

## Morfologia
PokrójDrzewa osiągające 75 m wysokości, z pniem o średnicy do 6 m. Kora jest brązowo-szara lub czerwono-brązowa, spękana w podłużne, nieregularne płaty. Korona szerokostożkowata lub kolumnowa. Główne konary rozpostarte są poziomo, mniejsze gałązki zwisają.
LiścieIgły zaostrzone, kłujące, niebieskozielone, wygięte do szczytu pędu. Na starszych pędach gęsto rosnące, na przekroju trójkątne lub czworokątne, do 6 mm długości. Na młodszych pędach liście są czworokątne, na końcach spłaszczone, osiągają od 1 do 2,5 cm długości przy szerokości wynoszącej od 1,2 do 2 mm.
KwiatyDrzewo jednopienne. Kwiaty męskie zebrane w drobne zielone strobile, skupione po 5-7 w pęczkach na końcach pędów. W każdym strobilu znajduje się od 10 do 36 mikrosporofili, każdy z 2 lub 3 woreczkami pyłkowymi. Kwiaty żeńskie zebrane są na końcach pędów w pojedyncze, owalne lub wydłużone strobile. Osiągają one od 1 do 2,2 cm długości i od 6 do 11 mm szerokości. Złożone są z 12-39 łusek.
NasionaPodłużnie jajowate i wąsko eliptyczne, o długości do 7 mm i szerokości do 4,5 mm, na brzegu z wąskim skrzydełkiem o szerokości do 1,5 mm.
Gatunek podobnyZ powodu liści gatunek przypomina kryptomerię japońską, która ma jednak liście zawsze ciemnozielone, a nie sinozielone i szyszki kuliste.

## Biologia i ekologia
Roślina wieloletnia. Kwitnie wiosną – od kwietnia do maja. Nasiona dojrzewają w październiku i listopadzie. Siewki mają 2 liścienie. 
Gatunek ten rośnie w dolinach, na kwaśnych glebach czerwonych i brązowych. W warunkach klimatu ciepłego lub umiarkowanie ciepłego, z wysokimi opadami w okresie letnim i jesiennym oraz z suchą pora zimową. 

## Zmienność
Forma typowa rośnie tylko w północno-wschodniej i południowo-wschodniej części Tajwanu, podczas gdy okazy z kontynentu azjatyckiego opisywane są jako odmiana (czasem wyodrębniana nawet w randze gatunku): var. flusiana (Gauss.) Silba (syn. Taiwania flousiana Gaussen, Taiwania yunnanensis Koidz.). Odmiana wyróżnia się smuklejszym wzrostem (osiąga 75 m przy średnicy pnia do 2 m, podczas gdy forma typowa osiąga do 60 m wysokości przy średnicy osiągającej u starych okazów od 3 do 6 m), liście odmiany są mniej sztywne, szyszka jest większa (do nieco ponad 2 cm długości, podczas gdy u formy typowej do 12 mm długości).

## Zagrożenia i ochrona
Gatunek z powodu intensywnej eksploatacji stracił wedle szacunków co najmniej 1/3 swoich zasobów. Obecnie znajduje się pod ochroną w Chinach, na Tajwanie i w Wietnamie. Zasoby gatunku liczone są na ok. 10 tys. dorosłych drzew na Tajwanie, co najmniej 55 tys. drzew w Chinach, ok. 100 drzew w Wietnamie. Nieznany jest stan populacji tego gatunku w Mjanmie. W Czerwonej księdze gatunków zagrożonych roślina ma status gatunku narażonego (VU).

## Uprawa
WymaganiaWymaga gleby kwaśnej i wilgotnej, ale przepuszczalnej lub cięższej, ilastej. Tajwania powinna rosnąć w miejscu osłoniętym przed porannym zimowym słońcem i ciepłym i wilgotnym latem. Niezbędna jest osłona przed zimowymi wiatrami. Znosi mrozy do -15 °C.
RozmnażanieNasiona wysiewa się wiosną w inspekcie. Zdrewniałe sadzonki pobiera się jesienią.
PielęgnacjaUsuwać należy martwe lub zmarznięte gałęzie.